# Symbiodiniaceae
Die Symbiodiniaceae sind eine Familie von Dinoflagellaten, die die größte und am weitesten verbreitete Gruppe der bekannten endosymbiotisch lebenden Dinoflagellaten umfasst.
Diese einzelligen Algen leben häufig im Endoderm von tropischen Nesseltieren wie Steinkorallen, Oktokorallen, Seeanemonen und Quallen, wo die Produkte ihrer Photosynthese-Aktivität im Wirt gegen anorganische Moleküle ausgetauscht werden.
Sie werden auch von verschiedenen Arten von Schwämmen, Plattwürmern, Mollusken (wie den Riesenmuscheln), Foraminiferen (wie den Soritacea) und einigen Wimpertierchen beherbergt.
Im Jahr 2018 wurde die Systematik dieser Familie überarbeitet und die in der größten und hochgradig diversen Gattung Symbiodinium identifizierten Kladen wurden in sieben Gattungen eingeteilt; nach dieser Überarbeitung ist der Name Symbiodinium nun sensu stricto (in engen Sinn) ein Gattungsname nur für die Arten, die zuvor in die provisorisch als Symbiodinium „Klade A“ bezeichnete Gruppe fielen.
Für die anderen (zu diesem Zeitpunkt identifizierten) Kladen wurden neue taxonomisch eigenständige Gattungen geschaffen.

## Neuordnung

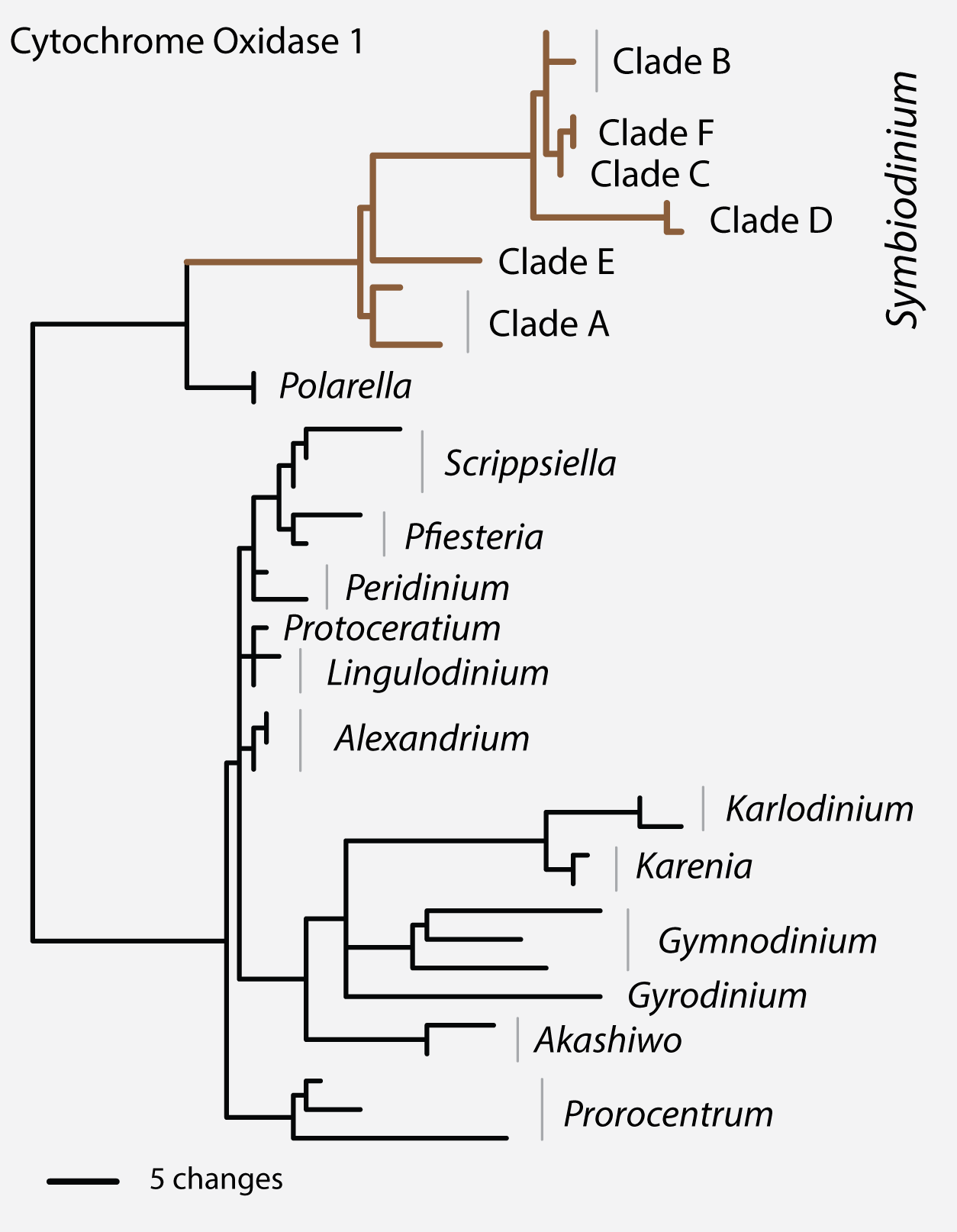
Analysen von konservierten mitochondrialen Sequenzen (CO1) und rDNA (SSU) zeigen ein genetisches Ungleichgewicht (Disparität) zwischen den Kladen der Gattung Symbiodinium (s. l. vor 2018) im Vergleich zu den anderen Dinoflagellaten. Eine taxonomische Revision dieser Gruppe war daher angebracht. Siehe Kladen A–F, Pfiesteria, Peridinium, Lingulodinium, Alexandrium, Karenia, Gymnodinium, Akashiwo, Prorocentrum.
Das obere Drittel wird von den Suessiales (mit den Familien Symbiodiniaceae und Suessiaceae) eingenommen.

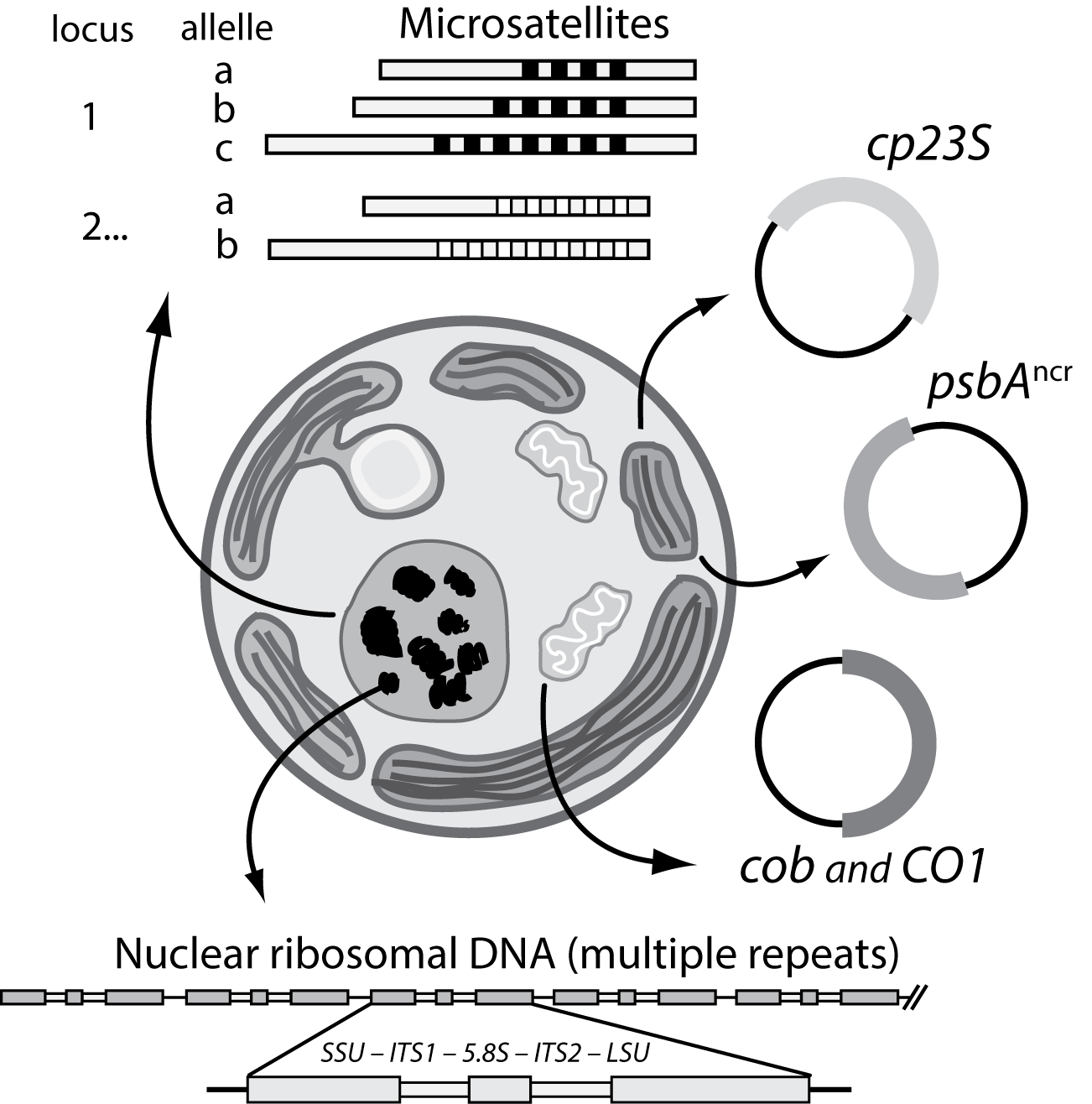
Genombestandteile der Symbiodiniaceae. Die Untersuchung der Diversität, Ökologie und Evolution von Symbiodinium wurde durch die Analyse von ribosomaler und anderer nuklearer, plastidischer und mitochondrialer DNA verbessert. Karyom: oben und unten links, Plastom rechts oben und mittig, Mitogenom: rechts unten (mit CO1). (Allison M. Lewis)

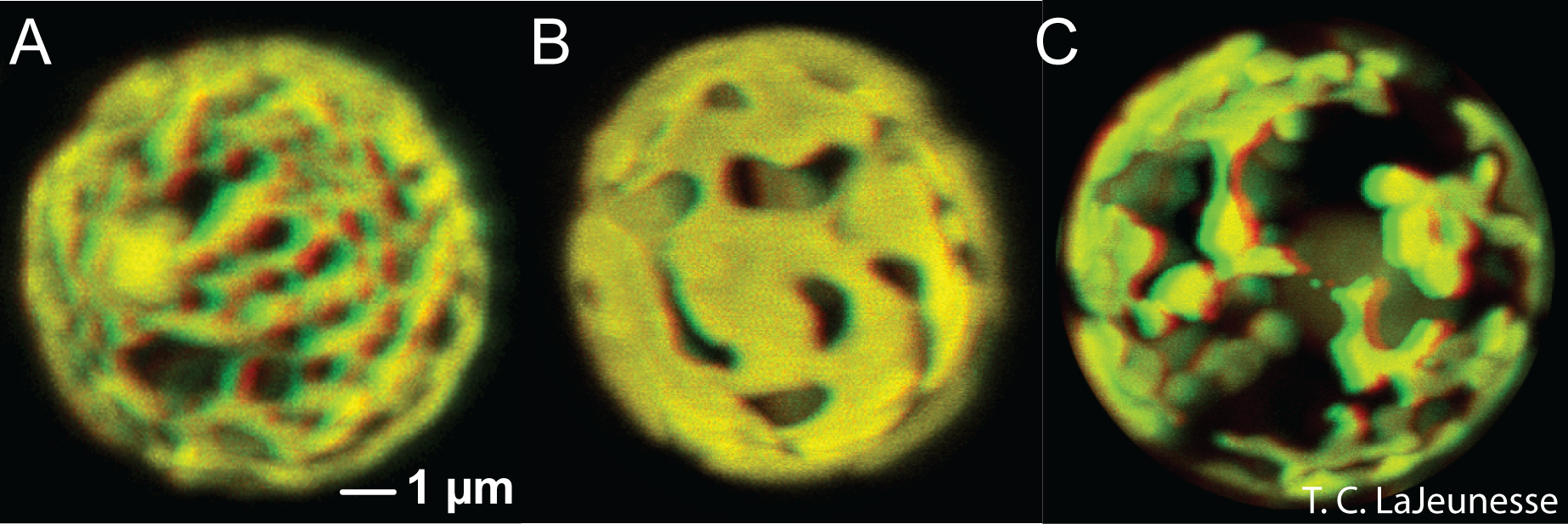
Die netzartigen Chloroplastenstrukturen von (A) Cladocopium goreaui, (B) Symbiodinium fitti und (C) Effrenium voratum, abgebildet in 3D mittels Konfokalmikroskopie der Chlorophyll-Autofluoreszenz.

Die Anerkennung der Artenvielfalt in der Gattung Symbiodinium  bzw. Familie Symbiodiniaceae blieb viele Jahrzehnte lang problematisch, da es schwierig war, die dafür nötigen morphologischen und biochemischen Merkmale zu identifizieren.
Bereits die frühesten ribosomalen Gensequenzdaten deuteten darauf hin, dass die Gattung Symbiodinium in ihrer herkömmlichen Form Abstammungslinien vereinte, deren genetische Divergenz ähnlich wie bei anderen Dinoflagellaten aus verschiedenen Gattungen, Familien und sogar Ordnungen war.[38] Diese große phylogenetische Disparität zwischen den Kladen A, B, C etc. (alle überkommenerweise zu Symbiodinium gerechnet) wurde durch Analysen der Sequenzen des mitochondrialen Genoms (Mitogenom oder Chondriom genannt) bestätigt.
Die meisten dieser Kladen umfassen zahlreiche isolierte, genetisch unterschiedliche Linien, die zudem unterschiedliche ökologische und biogeografische Verteilungen aufweisen.

## Systematik
Als Konsequenz wurden 2018 die Mitglieder der überkommenen Gattung Symbiodinium s. l. in zunächst sieben neue Gattungen innerhalb der Familie Symbiodiniaceae aufgeteilt, so dass die Anfangsbuchstaben dieser Gattungen mit den Buchstaben der Kladen übereinstimmen; die mit Nummern gekennzeichneten Subkladen (Subtypen) entsprechen dann taxonomisch meist einzelnen Arten (Spezies) dieser Gattungen. Die neuen Gattungen finden sich in der AlgaeBase, die als Grundlage für die hier angegebene Systematik dient:
Familie: Symbiodiniaceae Fensome, Taylor, Norris, Sarjeant, Wharton & Williams, 1993
- Gattung: Symbiodinium Freudenthal, 1962[10] (sensu stricto, Klade A) – Details siehe Hauptartikel.

- Gattung: Breviolum J.E.Parkinson & LaJeunesse, 2018 (ehem. Symbiodinium Klade B)[11][12]

- B. aenigmaticum (J.E.Parkinson, Coffroth & LaJeunesse) J.E.Parkinson & LaJeunesse 2018 (früher Symbiodinium aenigmaticum)
- B. antillogorgium (J.E.Parkinson, Coffroth & LaJeunesse) J.E.Parkinson & LaJeunesse 2018 (früher Symbiodinium antillogorgium)
- B. dendrogyrum A.M Lewis, A.N.Chan & LaJeunesse 2018
- B. endomadracis (J.E.Parkinson, Coffroth & LaJeunesse) J.E.Parkinson & LaJeunesse 2018 (früher Symbiodinium endomadracis)
- B. faviinorum A.M.Lewis & LaJeunesse 2018
- B. meandrinium A.M.Lewis & LaJeunesse 2018
- B. minutum (LaJeunesse, J.E.Parkinson & J.D.Reimer) J.E.Parkinson & LaJeunesse 2018 - Typus (früher Symbiodinium minutum, Subtyp B1)
- B. pseudominutum (J.E.Parkinson, Coffroth & LaJeunesse) J.E.Parkinson & LaJeunesse 2018 (früher Symbiodinium pseudominutum)
- B. psygmophilum (LaJeunesse, J.E.Parkinson & J.D.Reimer) J.E.Parkinson & LaJeunesse 2018 (früher Symbiodinium psygmophilum)

- Gattung: Cladocopium LaJeunesse & H.J.Jeong, 2018 (ehem. Symbiodinium Klade C)[13][14][15]

- C. goreaui LaJeunesse & H.J.Jeong 2018 - Typus (früher Symbiodinium goreaui, Subtyp C1)
- C. infistulum S.Y.Lee, H.J.Jeong & LaJeunesse 2020
- C. thermophyllum B.Hume, D'Angelo, E.G.Smith, J.R.Stevens, J.Burt & Wiedenmann (syn. C. thermophylum, früher Symbiodinium thermophilum)

- Gattung: Durusdinium LaJeunesse, 2018 (ehem. Symbiodinium Klade D), mit Spezies:[18][19]

- D. boreum (LaJeunesse & C.A.Chen) LaJeunesse 2018 (früher Symbiodinium boreum, mit S. sp. 3 TCLJ-2013)
- D. eurythalpos (LaJeunesse & C.A.Chen) LaJeunesse 2018 (früher Symbiodinium eurythalpos)
- D. glynii (D.C.Wham & LaJeunesse) LaJeunesse 2018 (früher Symbiodinium glynnii)
- D. trenchii (LaJeunesse) LaJeunesse 2018 - Typus (früher Symbiodinium trenchii)

- Gattung: Effrenium LaJeunesse & H.J.Jeong 2018 (ehem. Symbiodinium Klade E), mit Spezies:[18][23]

- E. voratum (H.J.Jeong, S.Y.Lee, N.S.Kang & LaJeunesse) LaJeunesse & H.J.Jeong 2018 - Typus (früher Symbiodinium voratum, Zooxanthella vorata; sowie Symbiodinium californium, Gymnodinium varians, Subtyp E1)

- Gattung: Fugacium LaJeunesse, 2018 (ehem. Symbiodinium Klade F)[24]

- F. kawagutii LaJeunesse 2018 - Typus (früher Symbiodinium kawagutii)

- Gattung: Gerakladium LaJeunesse, 2018 (ehem. Symbiodinium Klade G), mit Spezies:[18][25]

- G. endoclionum (Ramsby & LaJeunesse) LaJeunesse 2018 - Typus (früher Symbiodinium endoclionum )
- G. spongiolum (M.S.Hill & LaJeunesse) LaJeunesse 2018 (früher Symbiodinium spongiolum)

Es folgen weitere, nach 2018 durch Abspaltung entstandene neue Arten:
- Gattung: Freudenthalidium M.Nitschke, C.Brandão & C.Fidalgo, 2020[26]

- Freudenthalidium endolithicum M.Nitschke, C.Brandão & Frommlet 2020
- F. heronense M.Nitschke, C.Brandão & C.Fidalgo 2020 - Typus

- Gattung: Halluxium Calado, Craveiro &Frommlet, 2020[27]

- H. pauxillum Calado, Craveira & Frommlet 2020 - Typus

- Gattung: Miliolidium Pochon, LaJeunesse 2021[18] — abgetrennt von Durusdinium; Familie Symbiodiniaceae

- M. leei Pochon, LaJeunesse 2021
- „M. sp. D1.1“ Pochon et. al. 2007 – in Marginopora, Guam
- „M. sp. Psp1-05“ Carlos et. al. 1999 – freilebend, vergesellschaftet mit einem azooxanthellaten Schwamm aus Palau
- „M. sp.“ Reimer et. al. 2010 – Sediment, Ogasawara-Inseln

Es folgen alte bzw. wiederhergestellte Gattungen:
- Gattung: Philozoon (Geddes, 1882) LaJeunesse et al. 2021,[28][29] mit Spezies

- P. actiniarum Geddes 1882
- P. medusarum Geddes 1882 – Typus
- „P. sp. TCLJ-2021a“ LaJeunesse et al. 2021
- „P. sp. TCLJ-2021b“ LaJeunesse et al. 2021
- „P. sp. TCLJ-2021c“ LaJeunesse et al. 2021
- „P. sp. TCLJ-2021d“ LaJeunesse et al. 2021
- „P. sp. TCLJ-2021e“ LaJeunesse et al. 2021
- „P. sp. TCLJ-2021f“ LaJeunesse et al. 2021

- Gattung: Prosoaulax (F.Stein) Calado & Moestrup, 2005[30][31][32]

- P. lacustris (F.Stein) Calado & Moestrup, 2005 — Typus
- P. multiplex (J.Schiller) Calado & Moestrup, 2005
- P. viridis (J.Schiller) Calado & Moestrup, 2005

- Gattung: Zooxanthella Brandt, 1881

- Z. nutricula K.Brandt, 1881 (mit Synonymen Brandtodinium nutricula , Endodinium nutricula und Scrippsiella nutricula)

sonstige Kandidaten:
- Klade: Smbiodinium s. l. Klade I[34]

- ohne Gattungszuweisung:

- Symbiodiniaceae sp. TCLJ-2021a